# 부흐스 (취리히주)
부흐스(Buchs)는 스위스 취리히주의 딜스도르프구에 있는 자치체이다.

## 역사
부흐스는 870년에 Pusaha로 처음 언급되었다. 1219년에 부흐스는 Buhsa로 언급되었다.

## 지리
부흐스의 면적은 5.9k㎡이다. 이 면적 중 50.3%는 농업용으로 사용되며 26.9%는 산림이다. 나머지 토지 중 21.8%는 정착지(건물 또는 도로)이고 나머지(1%)는 불모지(강, 빙하 또는 산)이다.
지자체는 레게른 능선의 남쪽 측면에 있는 푸르탈에 있다.

## 인구통계
2020년 12월 31일 기준, 부흐스의 인구는 6,555명이다. 2007년 현재 전체 인구의 19.0%가 외국인이다. 지난 10년 동안 인구는 27.3%의 비율로 증가했다. 2000년 기준, 인구 대부분인 88.6%는 독일어를 사용하며, 이탈리아어가 두 번째로 많이 사용(2.7%)되고, 알바니아어가 세 번째(1.7%)로 사용된다.
2007년 선거에서 가장 인기 있는 정당은 46.6%의 득표율을 기록한 SVP였다. 다음으로 가장 인기 있는 3개 정당은 SPS (14.2%), FDP (12.4%) 및 CSP (9.8%)였다.
인구의 연령분포(2000년 기준)는 아동·청소년(0~19세)이 전체 인구의 26.2%, 성인(20~64세)이 66.9%, 노인(64세 이상)이 ) 7%를 차지한다. 전체 스위스 인구는 일반적으로 교육 수준이 높다. 부흐스에서는 인구의 약 80.9%(25-64세)가 필수가 아닌 고등 교육 또는 추가 고등 교육(대학 또는 응용학문대학)을 완료했다.
부흐스의 실업률은 3.11%이다. 2005년 기준으로 1차 경제 부문에 221명이 고용되어 있으며, 이 부문에 약 24개 기업이 참여하고 있다. 302명이 2차 부문에 고용되어 있고, 이 부문에 37개의 기업이 있다. 1,111명이 3차 부문에 고용되어 있으며, 이 부문에는 112개의 기업이 있다.
역사적 인구는 다음 표에 나와 있다.
| 년도 | 인구    |
| ---- | ------- |
| 1467 | 16 가구 |
| 1634 | 326     |
| 1850 | 649     |
| 1900 | 501     |
| 1950 | 627     |
| 1970 | 1,552   |
| 1990 | 3,516   |
| 2000 | 4,182   |

## 교통
부흐스-델리콘역은 S6 라인에 있는 취리히 S-반의 정류장이다.